# Rejon siebieski
Rejon siebieski (ros. Себежский район) – rejon w Rosji, w obwodzie pskowskim ze stolicą w Siebieżu. Sąsiaduje z Łotwą i z Białorusią.

## Historia
W czasach Rzeczypospolitej ziemie te leżały w województwie połockim. Odpadły od Polski w wyniku I rozbioru.